# Messinai sókrízis

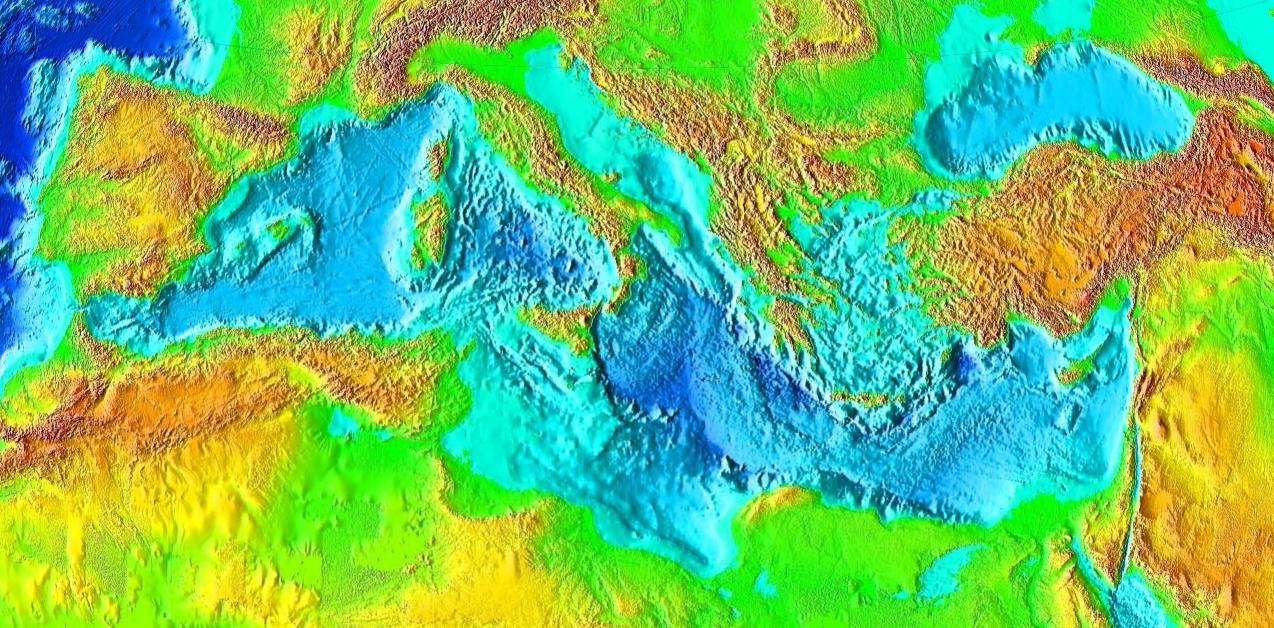
A Földközi-tenger medre

A messinai sókrízis az ősi Földközi-tenger medencéjének kiszáradása a miocén kor végén, mintegy 5-6 millió évvel ezelőtt. A jelenség oka a mediterrán medence elzáródása az Atlanti-óceántól, ami abban az időszakban többször is megismétlődött.

## Elnevezése
Charles Mayer-Eymar (1826–1907) zürichi geológus a 19. század hatvanas éveiben üledékes rétegeket tanulmányozott a Földközi-tenger partvidékén. Jelentős gipsztartalmú lerakódásokat talált, amelyek keletkezésének a miocén korszak végét jelölte meg. 1867-ben ezt a korszakot a miocénen belül messinai kornak nevezte el a szicíliai Messina városáról, amelynek környékén a jelenséget felfedezte. Azóta sok földközi-tengeri országban hasonló, hatalmas, só- és gipsztartalmú evaporit, azaz kiszáradással keletkezett rétegeket fedeztek fel, és ezeket mind erre az időszakra datálták.

## A felfedezés története

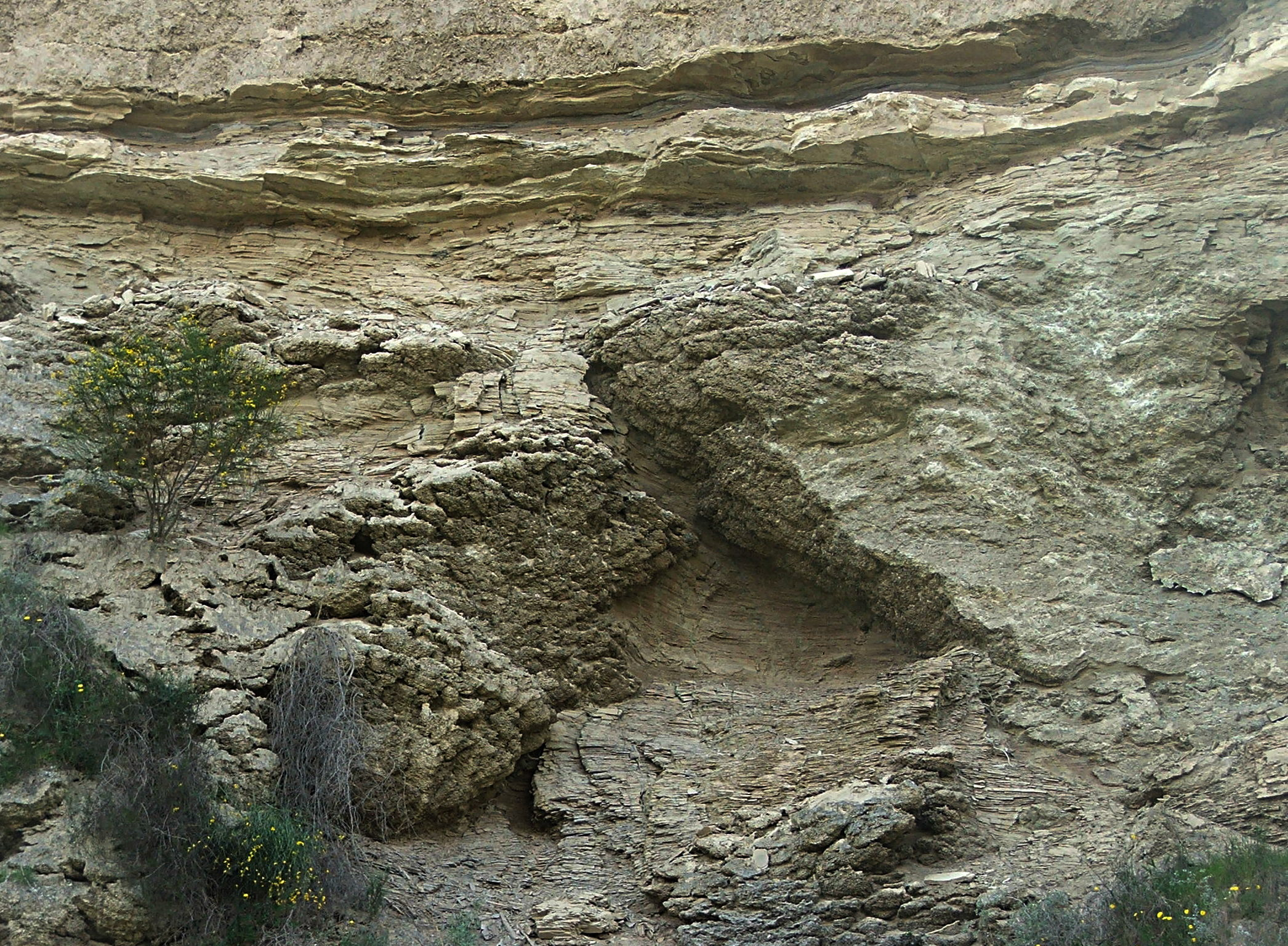
A tenger fenekén formálódott gipszrögök. 1 mm-es gipszréteg kicsapódásához 1 m tengervíz elpárolgása szükséges

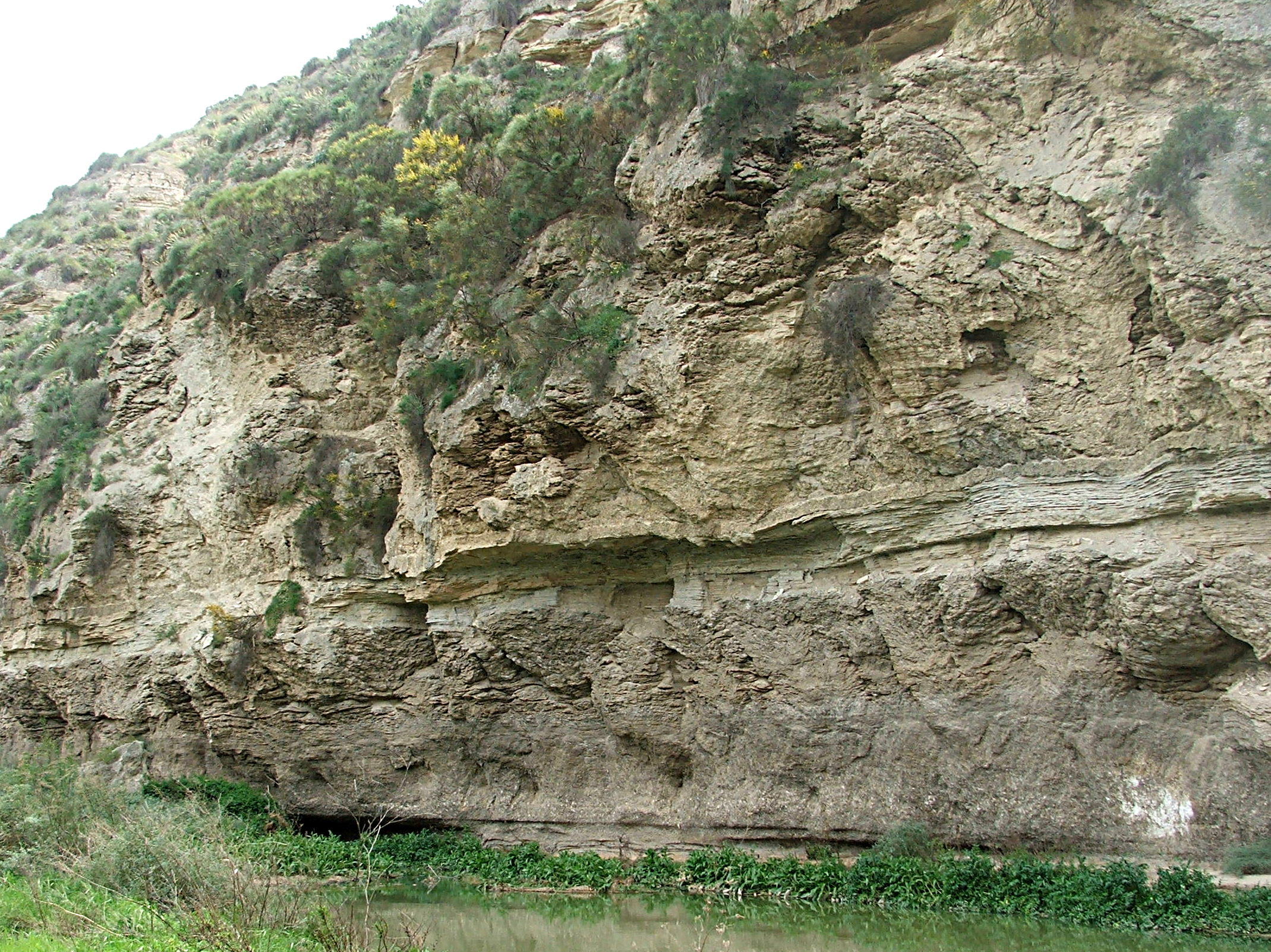
Legalább két méter vastag gipszréteg (evaporit) a korszakból Dél-Spanyolország területén; felette agyagrétegek láthatók

Már 1833-ban felfedezte Itáliában egy brit geológus, Charles Lyell, hogy egy földtörténeti korszakban jelentős váltás következett be a vidék állatvilágában: rengeteg faj eltűnt, és később mások, a mai faunával rokon fajok jelentek meg. Lyell ennek a választóvonalnak az alapján határozta meg a miocén és pliocén korok határát. (Ennek következtében a később felfedezett és leírt messinai sókrízis lett tulajdonképpen a miocén és a pliocén határa.)
A 19. század végén Dél-Franciaországban, a Rhône völgyében kútfúrás közben felfigyeltek arra a jelenségre, hogy fiatal, pliocén kori tengeri üledékek egészen mélyen lenyúltak az ősi kristályos kőzetekben kialakult hasadékba. Később ezt a jelenséget a Rhône egész völgyében kimutatták Lyon és a Camargue között. Francia és olasz paleontológusok már ekkor felvetették, hogy a Földközi-tenger időnként kiszáradhatott. Ez a gondolat a 20. század elején széles körben elterjedt, de meglehetősen spekulatív elméletnek számított. H. G. Wells, a sci-fi irodalom egyik megalapítója, aki fiatal korában többek között Vincent Illingtől tanult geológiát a londoni egyetemen, innen vette egyik korai novellájának (The Grisly Folk) az alapötletét.
1958-ban Brackett Hersey amerikai oceanológus szeizmikus mérések révén egy addig ismeretlen geológiai struktúrát mutatott ki 100–200 méterrel a Földközi-tenger medre alatt. Ez a felület, amelyet "M-Reflektor"-nak nevezett el, követte a jelenlegi tengerfenék profilját, kemény kőzetekből állt és világosan látszott, hogy egyidejűleg keletkezhetett az egész földközi-tengeri térségben. Emellett sóoszlopok jeleire is bukkantak, ezek a mélyből feltörekedve szinte átfúrták a felettük lévő üledékeket. Ezeket először a perm korszakban, mintegy 250 millió évvel ezelőtt, főleg a mai Német–Lengyel-síkságon található struktúrák rokonainak tartották, de néhány geológus már akkor feltételezte, hogy ezek is a Messina környékén fellelt evaporitrétegek kortársai lehetnek. Később só- és gipsztartalmú alakzatokat találtak Piemontban, Toszkánában, Calabriában, csakúgy mint Spanyolországban, Marokkóban, Izraelben, Algériában, Tunéziában, Törökországban, Cipruson és Görögországban.
1970-ben még egyértelműbb bizonyítékokra bukkantak a Glomar Challenger kutatóhajó geológusai mélytengeri fúrásaik során. A Földközi-tenger mélyéből evaporitok különböző fajtáit, valamint folyóvölgyi eredetű agyagmintákat is felszínre hoztak. Olyan üledékeket találtak, amelyek csak besűrűsödött sóstavakban keletkeznek, valamint sivatagi porviharok által kialakított formákra is bukkantak. Ezek a leletek a mélységben felváltva mutatkoztak szokásos tengeri üledékrétegekkel, ami váltakozó száraz és elárasztott időszakokra mutatott. A „messinai” tengeri üledékek egy részét a későbbi tektonikus mozgások felszínre hozták a tengerparton, mint a névadó Messina város közelében is.
A bizonyítékok másik csoportját a tengerbe ömlő nagy folyók völgye adta, mint azt már a Rhône esetében is láttuk. Az Asszuáni-gát építése előtti kutatások során Ivan Szergejevics Csumakov szovjet geológus a Nílus medre alatt, 1200 kilométerre a torkolattól, több száz méter mély, tengeri üledékekkel feltöltött ősi kanyon nyomaira bukkant.
Kairó közelében ennek a mélysége már elérte a 2400 métert a mai tengerszint alatt. A felszínre hozott mintákban megkövesedett repedéseket találtak, ami arra mutatott, hogy az üledéket annak idején a nap kiszárította; a mélységi területet közel 700 000 éven át váltakozva árasztotta el a víz.

## A jelenség mai tudományos magyarázata

A miocén-kori Nyugat-Mediterráneum lehetséges paleogeográfiai rekonstrukciója. Észak balra van a vázlaton.
- Vörös vonal = jelenlegi partvonal
- S = Sorbas-medence, Spanyolország
- R = Rif-korridor
- B = Betic korridor
- G = Gibraltári-szoros
- M = Földközi-tenger

Mintegy 20 millió évvel ezelőtt, a miocén elején a Földközi-tenger őse, a Tethys-óceán, még egy széles tenger volt az Atlanti- és az Indiai-óceán között. Az afrikai kőzetlemez azonban fokozatosan Ázsia felé mozgott, és 15 millió évvel ezelőtt össze is ütközött Kis-Ázsiával, elzárva így a kapcsolatot az Indiai-óceánnal. Beszűkült az összeköttetés két sekélyebb tengerrészre az Atlanti-óceánnal is, ezek közül az egyik a mai Ibériai-félsziget, a másik a mai Marokkó területén át vezetett.
A földtörténeti események pontos alakulása egyelőre természetesen vitatott, de az alapvető kérdésekben tudományos egyetértés alakult ki. A kiindulópont az, hogy a Földközi-tenger vízmérlege a jelentős párolgás miatt ma is negatív, és a múltban is az volt, a párolgás okozta veszteséget a más tengerekből beáramló víz egyenlíti ki. Az összeköttetés lezáródását az Atlanti-óceánnal korábban a tengerszint csökkenésével magyarázták, 2003 óta inkább a tektonikai mozgások szerepe került az előtérbe.
Clauzon és társai szerint (1996) a sókrízis, a tenger kiszáradása 5,75 millió évvel ezelőtt kezdődött, Wout Krijgsman és társai szerint(1999) viszont már 5,96 millió évvel ezelőtt. Mindkét szerző két szakaszra osztja a sókrízist. Clauzon szerint az első szakaszban (5,75 – 5,60 millió év) csak mérsékelten csökkent a tenger szintje, és emiatt csupán a medence szélein alakultak ki evaporit-rétegek, és csak a második szakaszban történt meg a tenger teljes lefűződése a világóceánról (5,60–5,32 millió év), amikor a mély medencékben is lerakódott az evaporit, valamint bevágódtak a beömlő folyók mély kanyonjai. Wout Krijgsman szerint viszont már az első szakaszban (5,59–5,50 millió év) megtörtént a csaknem teljes kiszáradás, a másodikban pedig (5,50–5,33 Ma) evaporit-rétegek ciklikus kicsapódásaira került sor a medence elárasztásai és kiszáradásai révén. A lerakódások óriási mennyisége messze meghaladja a Földközi-tenger vízében egyszerre megtalálható só és egyéb anyagok mennyiségét, ezért a számítások szerint 8-10 alkalommal is sor kerülhetett a – legalábbis részleges – feltöltődésre és kiszáradásra.
A medence újabb és újabb elárasztásaira minden bizonnyal fokozatosan, a mai Dél-Spanyolország és Észak-Marokkó területén kialakult kisebb-nagyobb csatornák, átfolyások révén került sor.
Körülbelül 5,3 millió évvel ezelőtt, a pliocén kezdetén a messinai sóválság véget ért, a Gibraltári-szoros végleges megnyílásával a tenger elborította a medencét. Tulajdonképpen ettől számíthatjuk a mai Földközi-tenger történetét.
2009 decemberében nyilvánosságra hozott kutatási eredmények szerint a végső feltöltődés egy mintegy 200 kilométeres, viszonylag enyhe lejtésű csatornán át indult meg, majd a víz eróziója ezt kiszélesítette, így hozva létre a Gibraltári-szorost. A teljes medence feltöltődése eszerint igen gyors volt, mintegy 2 év alatt befejeződött, és leggyorsabb szakaszai során a vízszint napi emelkedése elérhette a 10 métert is.

### Egyidejű vagy szakaszos, mélyvízi vagy sekély vízi lerakódás

Hipotézisek az evaporit-formációk kialakulására.
a: Szakaszos lerakódás: Az evaporitok (rózsaszín) először a part menti és az Atlanti-óceánhoz közelebbi medencékben rakódtak le, ahogy a Földközi-tenger víztömegei (sötétkék) csökkentek. A világoskék a Földközi-tenger eredeti szintjét jelzi.
b: Egyidejű lerakódás a part menti medencékben. A tengerszint csökken, de az egész medence összeköttetésben marad az Atlanti-óceánnal. A korlátozott vízutánpótlás csak a sekély medencékben teszi lehetővé az evaporitok lerakódását.
c: Egyidejű lerakódás az egész medencében. Az összeköttetés elzáródása az Atlanti-óceánnal tektonikus mozgások nyomán (sötétszürke) evaporit-lerakódásokat okoz az egész medencében – de a medence nem ürül ki teljesen, a mélyebb medencékben víz alatt történik a lerakódás.

Az ábrák mutatják a lerakódásokra vonatkozó versengő elméletek fő vonásait.
Az elméletek első fő csoportja szerint (Krijgsman et al., 1999) a c ábra szerinti egyidejű lerakódással vette kezdetést a folyamat; a másik csoport szerint az a ábrának megfelelően zajlottak le a folyamatok, szakaszosan, először a part menti, majd a központi medencékben (Clauzon et al., 1996).
Egy további elmélet szerint a kiszáradás egyidejű volt, de csak a sekélyebb medencékre terjedt ki (b ábra). Azonban a tenger mélyén is megtalálható vastag üledékrétegek ezt az elméletet azóta hatásosan megcáfolták.
A viták végső eldöntéséhez a gipsz-lerakódások pontos kalibrálására van szükség. A magnetosztratigráfia szélesebb hibahatárok között teszi lehetővé a kormeghatározást, de nem alkalmas pontosabb adatok nyerésére. A ciklussztratigráfia révén azonban már lehetséges pontosabb adatokhoz jutni.
A vizsgálatok szempontjából a legalkalmasabb a mai Spanyolország délkeleti részén fekvő Sorbas városa körüli medence rétegszerkezetének összehasonlítása a mélytengeri lerakódásokkal. A Sorbas-medence területe ugyanis a messinai sókrízis idején a Földközi-tenger sekélyebb vizű part menti része volt, csak a később kéregmozgások révén került a felszínre.
Egy 2001-es nagyobb ciklussztratigráfiai vizsgálat azt mutatja, hogy mindkét területen egyidejűleg rakódtak le az első gipszrétegek az alapul szolgáló homokkőre.
Eszerint a lerakódások ciklikus szerkezete csillagászati okokra vezethető vissza, és egyforma volt mind a part menti vizekben, mind a központi medencében. A gipsz egyenlőtlenül rakódott rá és olvadt bele az eredeti homokkőbe.
Más elméletek szerint azonban éppen ez az egyenlőtlen lerakódás utal arra, hogy a Sorbas-medence nem a központi medencével egyidejűleg töltődött fel evaporitokkal, hanem jóval később, csak 5,5 millió évvel ezelőtt, szemben a mély medence 5,96 millió évvel ezelőtti lerakódásaival.
2009-es tudományos munkák szerint a lerakódásokat megelőzte egy nagy eróziós esemény, amelyet messinai eróziós válságnak is elneveztek. Ennek az oka is a tengervíz szintjének gyors csökkenése volt.
Ez az elmélet is arra a következtetésre jut, hogy a mediterrán tengerszint gyors csökkenése megelőzte a mélytengeri lerakódások kialakulását, nem volt szó tehát arról, hogy a központi medence lerakódásai a víz mélyén jöttek volna létre. A többségi tudományos vélemény tehát jelenleg az a ábra hipotézisét fogadja el.

## Klimatikus hatások
A kiszáradt Földközi-tenger puszta síkságának klímája nehezen elképzelhető; a mai Földön nem találunk erre példákat. A medencék legmélyebb részein minden bizonnyal a legszárazabb időszakokban is fennmaradtak sűrű sós vizű tavak. Ennek ellenére a nyári nappali hőmérséklet elképesztően magas lehetett. Elméleti számítások révén (Clausius–Clapeyron-egyenlet), a tengerszint alatt négy kilométerrel a levegő hőmérséklete 40 fokkal magasabb lehetett a tengerszintinél, így ott akár 80 fok körüli hőmérsékletek is kialakulhattak, ami az élet legtöbb formája számára elviselhetetlen. A légnyomás 1,45 és 1,71 bar (1,102 és 1,300 mmHg) között mozoghatott a medence fenekén. A viszonylag magasabban fekvő területek viszont még szárazabbak voltak, mint a mélységiek. A medencébe ömlő nagy folyók, pl. az ős-Nílus kanyonjai azonban hosszú szakaszokon biztosíthatták az élet lehetőségét, mielőtt kiszáradtak vagy a mélységi sóstavakba torkollottak. Ugyancsak az élet lehetőségét hordozhatták a mai nagy szigetek, amelyek akkor hegységekként emelkedtek ki a kiszáradt mederből.
A nyugatról érkező atlanti frontok abban a korszakban csak az Ibériai-félszigetet és a Magreb vidékét érhették el, a mai mediterrán éghajlat csak ide korlátozódott. A központi és keleti medence területén az éghajlat igen száraz lehetett még a mai tengerszint magasságán is. A környező Alpok, a Balkán, a Kárpát-medence és a mai magyar Alföld területe csapadékban szintén sokkal szegényebb lehetett a mainál még abban az esetben is, ha akkor is a nyugati szelek voltak az uralkodóak. A Paratethys azonban biztosított valamelyes nedvességet a mediterrán medencétől északra elterülő térség számára. Viták folynak arról is, hogy a Pannon-tenger akkoriban összeköttetésben állhatott-e a medencével, ily módon biztosítva valamelyes vízutánpótlást. Hasonlóképpen valószínű, hogy a mai Fekete-tenger medencéjéből is érkezett időnként vízutánpótlás a Földközi-tenger medrébe a Boszporuszon és a Dardanellákon keresztül – megelőzve az emberi történelem hajnalán kialakult ellenkező irányú áramlást.
A Földközi-tenger kiszáradása hozzájárulhatott az Adriától északra és keletre az igen erős és nagy mélységbe nyúló karsztjelenségek kialakulásához.
A messinai sókrízis teljes időszaka azonban mintegy 4–700 000 éven át tartott, és ezalatt többször betört a tenger, részben vagy egészében újra betöltve a medencét, ami természetesen alapvetően változtatta meg a helyzetet.

## Növényzet
A medence szélein a kontinentális platókról tűlevelű erdők ereszkedhettek a sekélyebb mélységbe a csapadékosabb részeken. A korabeli erdőkről valamelyes képet alkothatunk az észak-afrikai Atlasz-hegységben található maradványaik alapján. Ezt a vadont harminc méteres, ezer esztendős cédrusok uralják. Közöttük tengerparti fenyő, magyaltölgy, krisztustövis és borostyán, galagonya és diófa él. Az erdő alján bazsarózsa és páfrány tenyészik.
A mai szigetek magas hegységekként emelkedtek ki, rajtuk alpesi növényzet telepedett meg. A tengervíz visszatérése után is megmaradtak olyan növények például Szardínia és Korzika szigetén, amelyek egyébként csak magashegységi zónákban fordulnak elő.

## Állatvilág

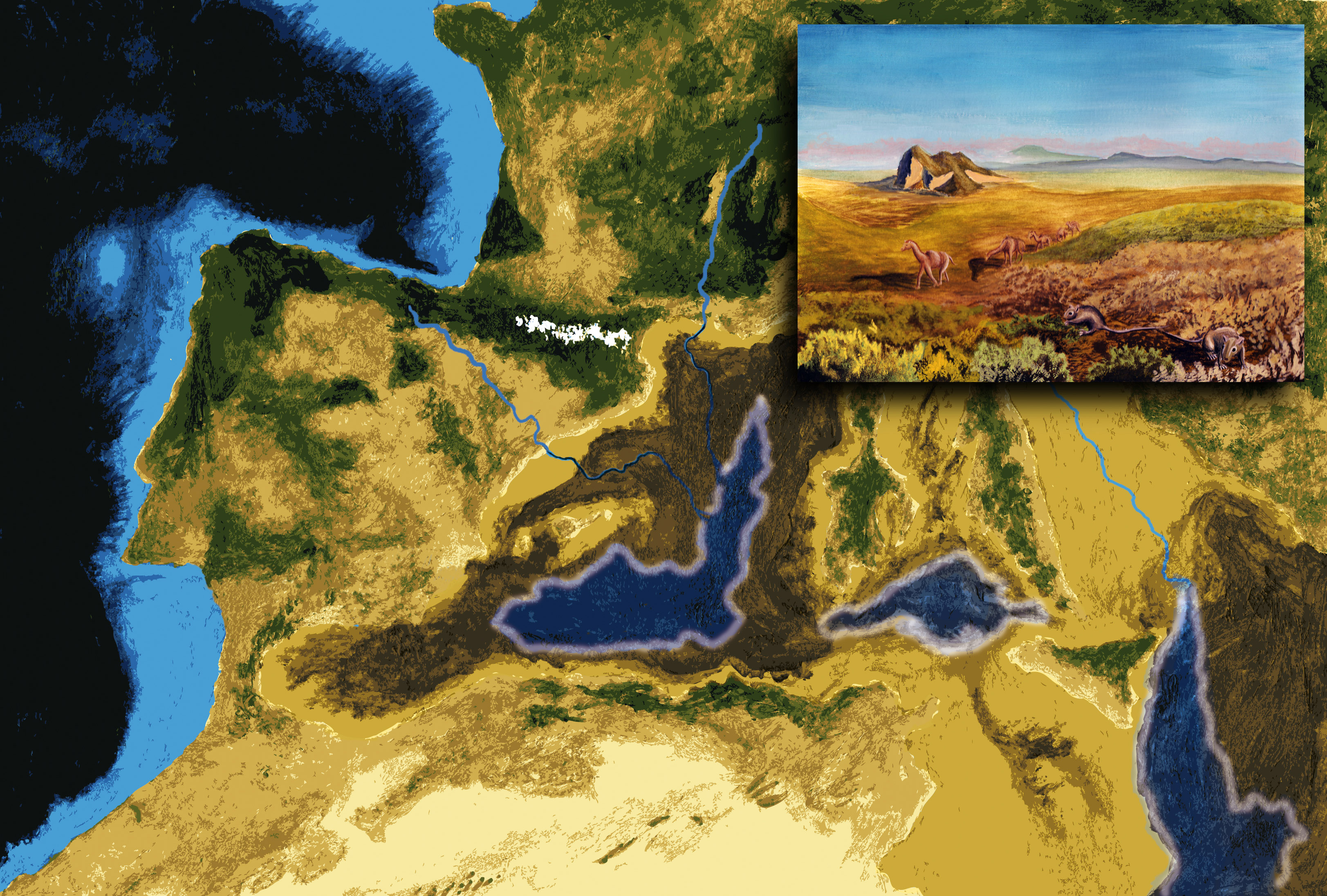
Művészi fantáziakép a medence földrajzáról az Atlanti-óceánról történt leválás után. A beszúrt kép az állatok vándorlását illusztrálja

A medence kiszáradása szárazföldi összeköttetést teremtett a nagy szigetek és a környező kontinensek között, amelyek révén Afrikából és Európából egy sor állatfaj vándorolt be ezekre a korábban elzárt területekre, mint a vadlovak, elefántok, mamutok, antilopok és vízilovak. A medence feltöltődése után ezek a fajok a mai szigetek fogságába estek, és méreteik az izolált zsugorodás jelensége miatt erősen lecsökkentek. A pleisztocén idején így egy sor törpe állatfaj alakult ki a Földközi-tenger szigetein: például a baleári törpeantilop, Cipruson a ciprusi törpe víziló (Hippopotamus minor) és a ciprusi törpe elefánt, Krétán a Hippopotamus creutzburgi, Máltán a Hippopotamus melitensis és Szicilián a Hippopotamus pentlandi. Közülük a ciprusi víziló egészen a korai holocénig élt. Az Aetokremnos régészeti lelőhely adatai továbbra is nagy vitára adnak okot a szakértők körében arra vonatkozóan, hogy a faj kipusztulásában szerepet játszott-e a szigetre érkező ember.
A törpe elefántok a pleisztocén kori fauna részét képezték szinte az összes nagyobb földközi-tengeri szigeten, így Szardínián, Máltán, Cipruson, a Dodekanészosz-szigeteken és a Kükládokon. Korzikán eddig nem találták meg maradványait. Nagy többségüket az eddigi kutatások során a kontinentális erdei őselefánt, a Palaeoloxodon antiquus leszármazottaiként határozták meg (Hugh Falconer és Proby Cautley, 1847). Egy kivétel a törpe szardíniai mamut (Mammuthus lamarmorae, Major, 1883). Egy 2006-ban közölt kutatás szerint a krétai elefánt (Elephas creticus) is a mamut-vonalhoz tartozhatott volna, megerősítve ezzel Dorothea Bate 1905-ös elméletét, de egy 2007-es munka kimutatja a 2006-os vizsgálat során elkövetett hibákat.
A messinai sókrízis különböző szakaszaiban, az alacsony vízállások idején a szigeteket újra meg újra kolonizálták az elefántok, emiatt egyes szigeteken többféle törpe elefánt leletei is megtalálhatók. Máltán például három fajuk is élt. A legnagyobb sem nőtt két méternél magasabbra, a legkisebb meg alig egy méternyire, tehát még a shetlandi póninál is alacsonyabb volt. A különböző szigeteken a fajok mind különböznek egymástól rendszertanilag, kivéve a nagyon közeli szigeteket, mint a Kükládok. Azonban megtelepedésük pontos idejét, egymás közti rokonsági viszonyaikat illetően még sok a tudományos bizonytalanság. Egy részük a jégkorszak idején, 300 000 évvel ezelőtt is a szigetekre vándorolhatott, tehát jóval a messinai sókrízis után. Ebben az időben a 300 méter mély Gibraltári-szoros nyitva maradt ugyan, de a tenger szintje annyira lecsökkent, hogy Korzika és Szardínia, Mallorca és Menorca, meg egy sor görög sziget is összekapcsolódhatott, és a tengerpartról is elérhető távolságba kerültek egyes szigetek az úszni képes fajok számára.
Kihalásukat nem hozzák összefüggésbe az ember megjelenésével, az korábban történhetett. Lehetséges azonban, hogy az egyszemű küklópszok legendájának az eredetét a törpe elefántok maradványaiban kell keresni. Ezeknek az törpeelefánt-koponyáknak az orrnyílását az egyetlen szem gödrének gondolhatták a korai görög telepesek.

## Tektonikus hatások
A medence hatalmas víztömegének elpárolgása minden bizonnyal a földkéreg jelentős mozgását idézte elő a térségben. A mélységi viszkózus bazaltréteg megemelkedett, és felfelé tolta az egykori tengerfeneket alkotó kőzeteket. A kontinensek peremén törések keletkeztek, és hosszú földrengéssorozatok követték egymást. Az időszak későbbi szakaszaiban a partokon felszínre is kerültek a korábbi szakaszok sólerakódásai. A régebbi vulkánok feléledtek, új vulkánok is keletkeztek.
Maguk a sókrízis által kiváltott tektonikus viharok vetettek is véget a korszaknak, amikor 5,5 millió évvel ezelőtt egy kelet-nyugati irányba futó, különlegesen mély vetődéssorozat megtörte a Marokkó és Gibraltár közötti kapcsolatot. A földhíd beroskadt, és az Atlanti-óceán vize újra – ezúttal végleg – beáramlott a medencébe.

## Globális hatások
A Földközi-tenger vize a párolgás révén bekerült a földi körforgásba és eloszlott, ezzel a világóceán vizét mintegy 10 méterrel emelte meg. A medencében lerakódott só óriási mennyisége viszont kivonódott a világóceánból, amelynek sótartalma így jelentősen csökkent, ez pedig emelte annak fagyáspontját és így hozzájárult jégkorszakok kialakulásához. A tenger feltöltődése óta viszont, a mélységi sókészletek oldódása miatt, folyamatosan az átlagosnál sósabb víz áramlik a Gibraltári-szoros mélyén az Atlanti-óceánba, míg a felszín közelében az átlagos sótartalmú víz áramlik vele szemben.

## Kulturális vonatkozások

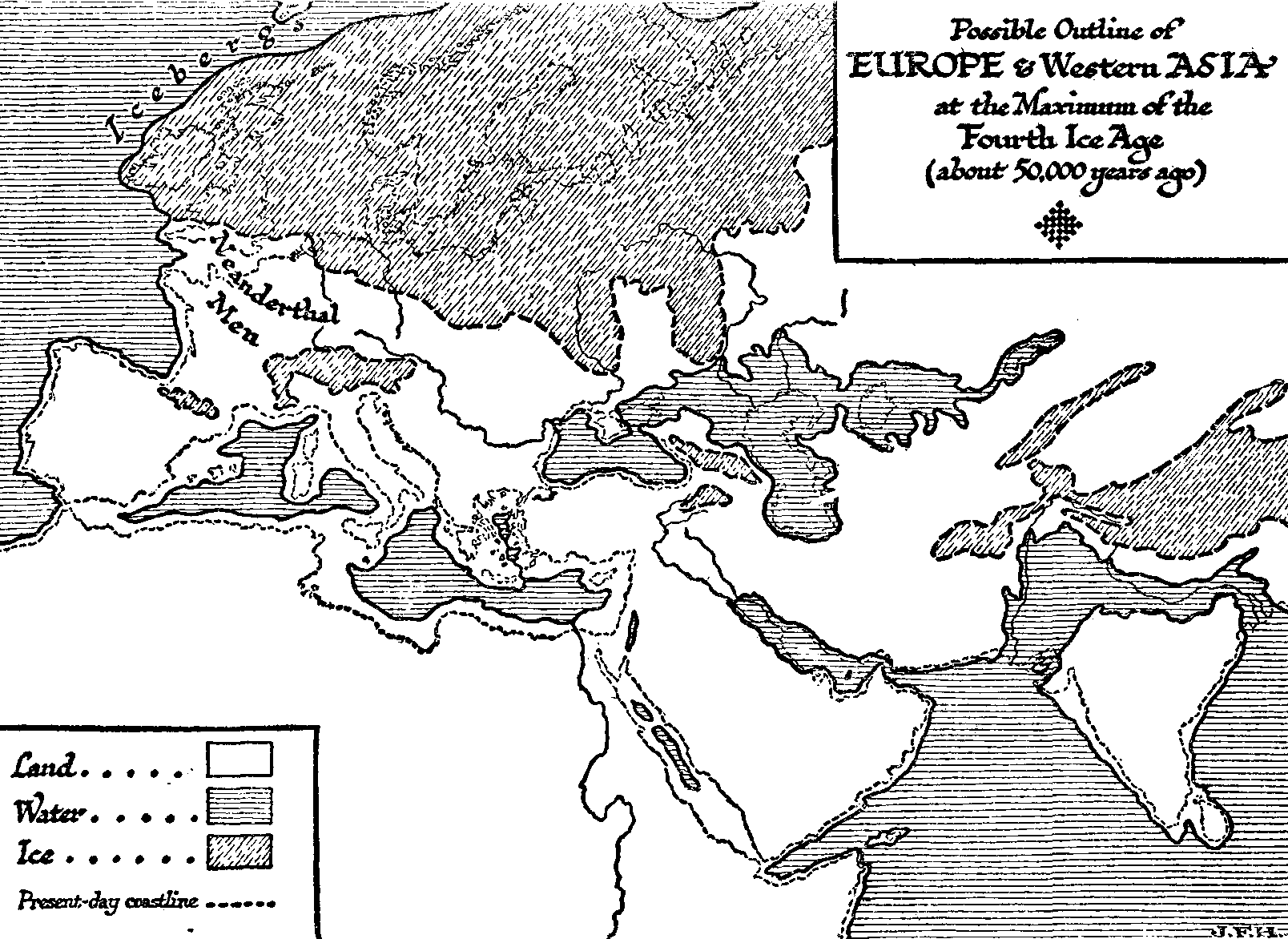
1920-as évekből származó spekulatív térkép az 50 000 évvel ezelőtti korról

Már 1961 előtt is számos elmélet létezett a Földközi-tenger esetleges korábbi kiszáradásáról.
- Az 1. században idősebb Plinius Naturalis Historia (A természet története) című munkájában beszámolt egy népszerű történetről, miszerint a Földközi-tenger az Atlanti-óceán vizének a Gibraltári-szoroson keresztül történt beáramlásával keletkezett.[18]
- 1920-ban H. G. Wells kiadott egy népszerű történelemkönyvet, amelyben feltételezte, hogy a Mediterrán medence korábban el volt zárva az Atlanti-óceántól. Wells szerint a medence körülbelül az i. e. 30 000 és 10 000 körüli időszakban töltődött fel.[19]

Wells elmélete szerint a jégkorszakban oly sok vizet vont ki a jég a világóceánból, hogy a vízszint a Gibraltári-szoros küszöbe alá süllyedt. A párolgás miatt a Földközi-tenger szintje lesüllyedt, de nem száradt ki. A medencében emberi települések voltak, amelyeket a beömlő folyók vize táplált.
A valóságban azonban a Gibraltári-szoros 320 méter mély, és a legnagyobb vízszintcsökkenés a jégkorszakok alatt nem haladta meg a 100 métert, így erre a fejleményre nem kerülhetett sor. A sokkal korábbi tényleges kiszáradást csak 40 évvel később fedezték fel a kutatók.

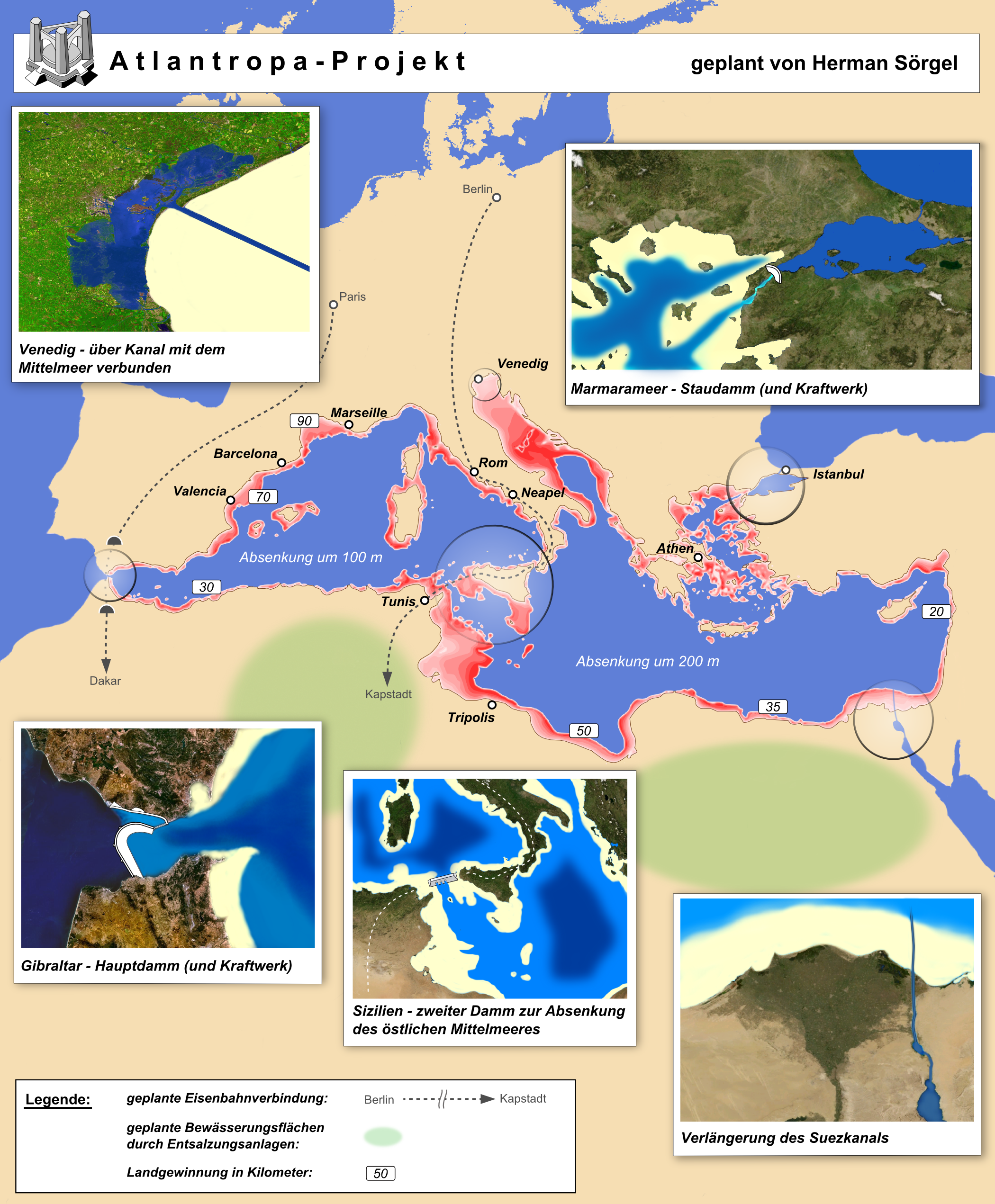
Az Atlantropa Projekt vázlatos térképe (németül)

- Az Atlantropa Projekt vázlatos térképe (németül) Az Atlantropa Projekt, más néven Panropa,[20] egy gigantikus mérnöki projekt elképzelése volt a 20. század 20-as éveiből a Földközi-tenger medencéje egy részének kiszárítására és kolonizálására. Herman Sörgel német építész vetette fel a gondolatát annak, hogy a Gibraltári-szorost le kellene zárni egy vízerőművel, a Földközi-tenger nyugati medencéjének vízszintjét 100 méterrel, keleti medencéjéét 200 méterrel le kellene csökkenteni, és a szárazra kerülő területeket be kellene telepíteni.[21]
- Robert E. Howard Conan, a barbár történeteiben (1932) egy olyan korszakról ír, amikor mind a Földközi-, mind a Fekete-tenger száraz volt.

A későbbi tudományos-fantasztikus és fantasy irodalom is gyakran foglalkozik a témával.